# رابعة العدوية
رابعة العدوية (100هـ / 717م - 180هـ / 796م) أو رابعة القيسية أم عمرو، امرأة من أتباع التابعين، أشتهرت بالعبادة والزهد والورع،
كانت آية للمبصر، وغاية لم تقصر، سبقت فحول الرجال، وبسقت عند حلول الآجال، وأغرمت بحب السهر، وملكت نفسها ملك من قهر، فأصبحت لها شكيمتها وأصبحت مثل الصباح شيمها، ودامت في أدويتها هائمة، وفوق ألويتها حائمة، إلى أن دعيت فأجابت، وجالت المهامه وجابت، فتمت إرادتها، وختمت بالخير سعادتها، وبّأت الأرض المقدسة مدفنا، وحققت [أن رأي سواها كان يفنى]. كانت من أعيان عصرها، وأخبارها في الصلاح مشهورة، وذكر أبو القاسم القشيري في" الرسالة" أنها كانت تقول في مناجاتها:" إلهي! أتحرق بالنار قلبا يحبك؟ ". فهتف بها مرة هاتف:" ما كنا نفعل هذا، فلا تظنّي بنا ظنّ السوء".
وقال سفيان الثوري عندها يوما: وا حزناه!. فقالت: لا تكذب بل قل: وا قلّة حزناه، لو كنت محزونا لم يتهيّأ لك أن تتنفس.
وكانت تقول:" ما ظهر من أعمالي فلا أعدّه شيئا".
ومن وصاياها:" اكتموا حسناتكم كما تكتموا سيئاتكم". 
وأثنى على رابعة جماعة من أئمة السلف منهم: سفيان الثوري وابن الجوزي الذي ألف في سيرتها جزءاً خاصاً، وقد اتهمت بالحلول، وأنكر ذلك الإمام الذهبي.

## أصلها ونشأتها
هي رابعة بنت إسماعيل، العدوية البصرية مولاة إل عتيك وتكنى «أم الخير» كما ذكر ابن خَلِّكان صاحب كتاب وفيات الأعيان، ولدت في مدينة البصرة، ويرجح مولدها حوالي عام (100هـ / 717م)، من أب عابد فقير، وهي ابنته الرابعة وهذا يفسر سبب تسميتها رابعة فهي البنت «الرابعة» وهي من عشيرة القيسيين ومنهم رياح القيسي وحيان القيسي وهم من نسبها إليهم الجاحظ والذين كان لهم دوراً هاماً في حياة رابعة. وبالرغم من كثرة التراجم التي نقلت عن رابعة إلا أن هناك خلط بينها وبين سميات لها مثل «رابعة بنت إسماعيل» زوجة أحمد بن أبي الحواري لذلك كان كل من الشعرواي وابن الجوزي يميزوها باسم رابعة العدوية البصرية عن الأخرى الشامية
قد توفي والدها وهي طفلة دون العاشرة ولم تلبث الأم أن لحقت به، لتجد رابعة وأخواتها أنفسهن بلا عائل يُعينهن علي الفقر والجوع والهزال، فذاقت رابعة مرارة اليتم الكامل دون أن يترك والداها من أسباب العيش لهن سوى قارب ينقل الناس بدراهم معدودة في أحد أنهار البصرة كما ذكر المؤرخ الصوفي فريد الدين عطار في (تذكرة الأولياء).
كانت رابعة تخرج لتعمل مكان أبيها ثم تعود بعد عناء تهون عن نفسها بالغناء وبذلك أطلق الشقاء عليها وحرمت من الحنان والعطف الأبوي، وبعد وفاة والديها غادرت رابعة مع أخواتها البيت بعد أن دب البصرة جفاف وقحط ووباء وصل إلى حد المجاعة ثم فرق الزمن بينها وبين أخواتها، وبذلك أصبحت رابعة وحيدة مشردة، وأدت المجاعة إلى انتشار اللصوص وقُطَّاع الطرق، فخطفت رابعة من قبل أحد اللصوص وباعها بستة دراهم لأحد التجار القساة من آل عتيق البصرية، وأذاقها التاجر سوء العذاب، ولم تتفق آراء الباحثين على تحديد هوية رابعة فالبعض يرون أن آل عتيق هم بني عدوة ولذا تسمى العدوية.

## شخصية رابعة العدوية
وصفها عبد الله بن عيسى فقال: دخلت على رابعة العدوية بيتها فرأيت على وجهها النور وكانت كثيرة البكاء فقرأ رجل عندها آية من القرآن فيها ذكر النار فصاحت ثم سقطت وعبيس بن مرحوم العطار قال: «حدثتني عبدة بنت أبي شوال، وكانت من خيار إماء الله، وكانت تخدم رابعة. قالت: كانت رابعة تصلي الليل كله فإذا طلع الفجر هجعت في مصلاها هجعة خفيفة حتى يسفر الفجر، فكنت أسمعها تقول إذا وثبت من مرقدها ذلك وهي فزعة: يا نفس كم تنامين؟ وإلى كم تقومين؟ يوشك أن تنامي نومة لا تقومين منها إلا لصرخة يوم النشور، قالت: فكان هذا دأبها دهرها حتى ماتت. فلما حضرتها الوفاة دعتني قالت: يا عبدة لا تؤذني بموتي أحداً وكفنيني في جبتي هذه، جبة من شعر كانت تقوم فيها إذا هدأت العيون.قالت: فكفناها في تلك الجبة وخمار صوف كانت تلبسه.»

## رابعة في السينما والكتابات المعاصرة
اختلف الكثيرون في تصوير حياة وشخصية العابدة رابعة العدوية فقد صورتها السينما في فيلم سينمائي مصري والذي قامت ببطولته الممثلة نبيلة عبيد والممثل فريد شوقي في الجزء الأول من حياتها كفتاة لاهية تمرّغت في حياة الغواية والخمر والشهوات قبل أن تتجه إلى طاعة الله وعبادته، في حين يقول البعض أن هذه صورة غير صحيحة ومشوهة لرابعة في بداية حياتها، فقد نشأت في بيئة إسلامية صالحة وحفظت القرآن الكريم وتدبَّرت آياته وقرأت الحديث وتدارسته وحافظت على الصلاة، أما عن الكُتاب فنجد الفيلسوف عبد الرحمن بدوي في كتابه شهيدة العشق الإلهي يتحدث عن أسباب اختلافه مع الصورة التي صورتها السينما لرابعة بدلالات كثيرة منها الوراثة والبيئة، بالإضافة إلى الاستعداد الشخصي. وكان جيران أبيها يطلقون عليه «العابد»، وما كان من الممكن وهذه تنشئة رابعة أن يفلت زمامها، كما أنها رفضت الزواج بشدة.
هذا وقد كتب عن رابعة في موسوعة المعارف الإسلامية أن رابعة تختلف عن متقدمي الصوفية الذين كانوا مجرد زهاد ونساك، ذلك أنها كانت صوفية بحق، يدفعها حب قوي دفاق، كما كانت في طليعة الصوفية الذين قالوا بالحب الخالص، الحب الذي لا تقيده رغبة سوى حب الله وحده. وهذا الكلام على طرف نقيض من رأي أهل السنة والجماعة الذين يرون أنه لم يكن التصوف معروفاً في ذلك الوقت وقد أفرد د. إبراهيم عوض كتاب يبين فيه النظرة الاستشراقية ومافيها من أضاليل وأباطيل
ورداً على سؤالٍ عن رابعة العدوية كان جواب الشيخ يوسف القرضاوي: «هذا وقد كتب كثير من المعاصرين كتبًا ومقالات مختلفة عن رابعة، وأطلق عليها بعضهم " شهيدة العشق الإلهي" وهو تعبير ينفر منه الحس الإسلامي، فالعلاقة بين الله وعباده يعبر عنها في لغة القرآن والسنة بــ "الحب" لا بــ "العشق" وفى القرآن الكريم: (يحبهم ويحبونه) (المائدة: 54). (والذين آمنوا أشد حبًا لله). (البقرة: 165). وأشعار "رابعة" كلها تتحدث عن "حب الله" فلا ينبغي أن نتجاوز ذلك، رعاية للأدب مع الله جل جلاله.»

## شعر رابعة العدوية
تمتعت رابعة بموهبة الشعر وتأججت تلك الموهبة بعاطفة قوية ملكت حياتها فخرجت الكلمات منسابة من شفتيها تعبر عما يختلج بها من وجد وحب لله، وتقدم ذلك الشعر كرسالة لمن حولها ليحبوا ذلك المحبوب العظيم. ومن أشعارها في إحدى قصائدها التي تصف حب الخالق تقول:
ومن أشعارها نقتبس ما يلي:
ومن شعرها:
وهناك من يرى أن ما ورد من شعرها في العشق أبيات من قصيدة أبي فراس الحمداني في الأسر، وهو وارد في كل طبعات ديوانه.

## من أقوالها
- محب الله لا يسكن أنينه وحنينه حتى يسكن مع محبوبه.
- اكتموا حسناتكم كما تكتمون سيئاتكم.
- إني لأرى الدنيا بترابيعها في قلوبكم، إنكم نظرتم إلى قرب الأشياء في قلوبكم فتكلمتم فيه.[1]
- سئلت رابعة أتحبين الله تعالى؟ قالت: «نعم أحبه حقا»، وهل تكرهين الشيطان؟ فقالت: «إن حبي لله قد منعني من الاشتغال بكراهية الشيطان».
- رسالة رابعة لكل إنسان كانت: أن نحب من أحبنا أولاً وهو الله.

## وفاتها وضريحها
تاريخ وفاة رابعة:
يذكر ابن الجوزي في «شذور العقود» أن وفاتها كانت في سنة 135 هـ، وهذا ما أشار إليه ابن خلكان دون أن يؤكده، وممن ذكر هذا التاريخ ابن تغري بردي في «النجوم الزاهرة»، والمرتضى الزبيدي في «إتحاف السادة المتقين». وثمة رواية ثانية تقول إن تاريخ وفاتها سنة 180 هـ، وصاحبها الذهبي، ومن الذين تابعوه على هذا التاريخ المناوي في «الكواكب الدرية»، فقال: «ماتت، رضي الله عنها، سنة ثمانين ومائة، وقيل غير ذلك»، وثم رواية ثالثة تقول إنها توفيت سنة 185 هـ. ذكر ذلك ابن خلكان، علما بأن الروايتين الأخيرتين متقاربتان وبالتالي لا خلاف جوهريا بينهما، والباحثون المحدثون وعلى رأسهم لويس ماسينيون، في كتابه «بحث في أصول المصطلح الفني للتصوف الإسلامي»، وعبد الرحمن بدوي ومرغريت سميث، يميلون إلى الروايتين الأخيرتين، مستدلين بالبراهين التالية:
- أولا: صداقتها المشهورة لرياح بن عمرو القيسي المتوفى نحو سنة 180 أو 185 هـ.
- ثانيا: التقاؤها بسفيان الثوري الذي أتى البصرة بعد سنة 155، فلو كانت رابعة توفيت سنة 135 هـ لما صح اجتماعها به.
- ثالثا: حكاية خطبة والي البصرة محمد بن سليمان الهاشمي لها، وهو كان واليا على البصرة سنة 145 هـ وتوفي سنة 170 هـ.
- رابعا: صلتها الوثيقة بعبد الواحد بن زيد المتوفى سنة 177 هـ.

ولا شك في أن هذه الحجج تعد حاسمة لاستبعاد سنة 135 هـ، لكنها لا تسمح لنا بالاختيار بين سنتي 180 و185، وعليه فإن رابعة توفيت إما سنة 180 أو 185 هـ.
أما قبرها فقيل إنه بظاهر القدس على رأس جبل يسمى الطور أو طور زيتا، وهذا كان رأي ابن خلكان، وابن شاكر الكتبي في كتابه «عيون التواريخ»، والمقدسي في كتابه «مثير الغرام»، والسيوطي في كتابه «إتحاف الأخصّا في فضائل المسجد الأقصى»، ومجير الدين الحنبلي في كتابه «الأنس الجليل».
غير أن ثمة رأيا آخر، نرجح أنه الأصح، وهو رأي ياقوت الحموي الذي يقرر في كتابه «معجم البلدان» أن قبر رابعة العدوية إنما هو بالبصرة، وأما القبر الذي في القدس فهو لرابعة زوجة أحمد بن أبي الحواري «وقد اشتبه على الناس»، وما يؤكد ذلك أنه لم يثبت أن رابعة قد رحلت إلى الشام لكي تموت هناك وتدفن في بيت المقدس، أما سبب الاشتباه فمرده إلى الخلط الذي حصل بين رابعة العدوية البصرية ورابعة الشامية زوجة أحمد بن أبي الحواري المتوفى سنة 235 هـ، هذا الخلط الذي لم يسلم منه بعض من أهم من كتب في هذا الموضوع كأبي الفرج بن الجوزي.

## مسجد رابعة العدوية
أنشئ في القاهرة عام 1963 في عهد جمال عبد الناصر مسجد على اسم رابعة العدوية بمدينة نصر، وأطلق على الميدان المقابل للمسجد اسم ميدان رابعة العدوية.